# Aschaffenburg Hauptbahnhof
Aschaffenburg Hauptbahnhof vasútállomás Németországban, a bajorországi Aschaffenburg városában. A német vasútállomás-kategóriák közül a második csoportba tartozik. 1854-ben nyílt meg.

## Vasútvonalak
Az állomást az alábbi vasútvonalak érintik:
- Main-Spessart-Bahn
- Frankfurt-Hanau-vasútvonal
- Darmstadt Hbf–Aschaffenburg Hbf railway
- Aschaffenburg Hbf–Miltenberg Hbf railway

## Kapcsolódó állomások
A vasútállomáshoz az alábbi állomások vannak a legközelebb:
- Hösbach (Würzburg Hauptbahnhof, Main-Spessart-Bahn)
- Mainaschaff Steinerts (1937–, Bahnhof Frankfurt (Main) Süd, Frankfurt-Hanau-vasútvonal)
- Aschaffenburg Hbf Ausfahrt (1858. november 15. – , Darmstadt Hauptbahnhof, Darmstadt Hbf–Aschaffenburg Hbf railway)
- Aschaffenburg Hochschule (2007. december – , Miltenberg, Aschaffenburg Hbf–Miltenberg Hbf railway)